# What’s Up, Dad?/Episodenliste
Diese Liste enthält alle Episoden der US-amerikanischen Sitcom What’s Up, Dad?, sortiert nach der US-amerikanischen Erstausstrahlung. Zwischen 2001 und 2005 entstanden in fünf Staffeln 123 Episoden mit einer Länge von jeweils etwa 23 Minuten.

## Staffel 1
| Nr. (ges.) | Nr. (St.) | Deutscher Titel               | Originaltitel               | Erstausstrahlung USA | Deutschsprachige Erstausstrahlung (D) | Regie                    | Drehbuch               |
| ---------- | --------- | ----------------------------- | --------------------------- | -------------------- | ------------------------------------- | ------------------------ | ---------------------- |
| 1          | 1         | Lust auf Unabhängigkeit       | Pilot                       | 28. März 2001        | 15. Nov. 2003                         | Andy Cadiff              | Don Reo, Damon Wayans  |
| 2          | 2         | Tattoos mit Folgen            | The Truth Hurts             | 28. März 2001        | 22. Nov. 2003                         | James Widdoes            | Buddy Johnson          |
| 3          | 3         | Kein Spaß mit Gras            | Grassy Knoll                | 4. Apr. 2001         | 29. Nov. 2003                         | Ted Wass                 | Adam Hamburger         |
| 4          | 4         | Kleiner Busen und große Siege | Of Breasts and Basketball   | 4. Apr. 2001         | 6. Dez. 2003                          | Leonard R. Garner, Jr.   | Eunetta T. Boone       |
| 5          | 5         | Das vermeintliche Mathegenie  | Making the Grade            | 11. Apr. 2001        | 13. Dez. 2003                         | Leonard R. Garner, Jr.   | Adam Hamburger         |
| 6          | 6         | Mehr als Mathematik           | Working It                  | 11. Apr. 2001        | 20. Dez. 2003                         | James Widdoes            | Joshua Krist, Eric Lev |
| 7          | 7         | George, der Starke            | Snapping and Sniffing       | 18. Apr. 2001        | 27. Dez. 2003                         | Philip Charles MacKenzie | J.J. Wall              |
| 8          | 8         | Nicht zugehört?               | He Said, She Said           | 18. Apr. 2001        | 3. Jan. 2004                          | Leonard R. Garner, Jr.   | Erica Montolfo         |
| 9          | 9         | Liebe und Triebe              | Breaking Up and Breaking It | 25. Apr. 2001        | 10. Jan. 2004                         | Leonard R. Garner, Jr.   | Howard J. Morris       |
| 10         | 10        | Die heiße Freundin            | A Little Romance            | 2. Mai 2001          | 17. Jan. 2004                         | Leonard R. Garner, Jr.   | Don Reo, Damon Wayans  |
| 11         | 11        | Machen Haare glücklich?       | Hair Today, Gone Tomorrow   | 9. Mai 2001          | 24. Jan. 2004                         | Philip Charles MacKenzie | Don Reo                |

## Staffel 2
| Nr. (ges.) | Nr. (St.) | Deutscher Titel                  | Originaltitel               | Erstausstrahlung USA | Deutschsprachige Erstausstrahlung (D) | Regie                  | Drehbuch              |
| ---------- | --------- | -------------------------------- | --------------------------- | -------------------- | ------------------------------------- | ---------------------- | --------------------- |
| 12         | 1         | Dad springt ein, Teil 1          | Mom’s Away 1                | 26. Sep. 2001        | 7. Feb. 2004                          | James Widdoes          | Don Reo               |
| 13         | 2         | Dad springt ein, Teil 2          | Mom’s Away 2                | 26. Sep. 2001        | 14. Feb. 2004                         | James Widdoes          | Don Reo               |
| 14         | 3         | Wer braucht schon Regeln         | No Rules                    | 3. Okt. 2001         | 28. Feb. 2004                         | James Widdoes          | Don Reo               |
| 15         | 4         | Tolle Fantasien                  | Perfect Dad                 | 10. Okt. 2001        | 20. März 2004                         | James Widdoes          | Don Reo, Damon Wayans |
| 16         | 5         | Durch Dick und Dünn              | Thru Thick and Thin         | 17. Okt. 2001        | 27. März 2004                         | James Widdoes          | Alyson Fouse          |
| 17         | 6         | Party Girl                       | He Heard, She Heard         | 24. Okt. 2001        | 3. Apr. 2004                          | James Widdoes          | Buddy Johnson         |
| 18         | 7         | Was sein muss, muss sein         | Michael’s Garden            | 31. Okt. 2001        | 17. Apr. 2004                         | James Widdoes          | James Vallely         |
| 19         | 8         | Gib mir Süßes                    | Let Them Eat Pie            | 7. Nov. 2001         | 24. Apr. 2004                         | James Widdoes          | Janis Hirsch          |
| 20         | 9         | Jay hängt durch                  | Jay Gets Fired              | 14. Nov. 2001        | 8. Mai 2004                           | James Widdoes          | James Hannah          |
| 21         | 10        | Sex im World Wide Web            | The Whole World is Watching | 21. Nov. 2001        | 15. Mai 2004                          | James Widdoes          | Don Reo               |
| 22         | 11        | Buddy der Hamster                | Letting Go                  | 28. Nov. 2001        | 22. Mai 2004                          | James Widdoes          | Craig Wayans          |
| 23         | 12        | Verdien’s dir!                   | Learning to Earn It         | 12. Dez. 2001        | 29. Mai 2004                          | James Widdoes          | Bruce Fine            |
| 24         | 13        | Was Frauen immer wollen          | Quality Time                | 16. Jan. 2002        | 5. Juni 2004                          | James Widdoes          | Alyson Fouse          |
| 25         | 14        | Immer zu spät                    | Get Out                     | 23. Jan. 2002        | 12. Juni 2004                         | James Widdoes          | Dean Lorey            |
| 26         | 15        | Auf nach Boston                  | Road Trip                   | 30. Jan. 2002        | 19. Juni 2004                         | James Widdoes          | Rodney Barnes         |
| 27         | 16        | Horrortrip im Restaurant, Teil 1 | Table for Too Many 1        | 6. Feb. 2002         | 26. Juni 2004                         | James Widdoes          | Buddy Johnson         |
| 28         | 17        | Horrortrip im Restaurant, Teil 2 | Table for Too Many 2        | 6. Feb. 2002         | 3. Juli 2004                          | James Widdoes          | Buddy Johnson         |
| 29         | 18        | Date mit Dad                     | Double Date                 | 13. Feb. 2002        | 10. Juli 2004                         | James Widdoes          | Don Reo               |
| 30         | 19        | Wer kann mit wem?                | Failure to Communicate      | 22. Feb. 2002        | 17. Juli 2004                         | Leonard R. Garner, Jr. | Don Reo, Damon Wayans |
| 31         | 20        | Veilchen für alle                | Papa Said Knock You Out     | 27. Feb. 2002        | 17. Juli 2004                         | Wil Shriner            | Damien Wayans         |
| 32         | 21        | Nur der Spaß zählt               | Return of the Wall          | 4. März 2002         | 24. Juli 2004                         | Andy Cadiff            | James Vallely         |
| 33         | 22        | Mein Mann mein Boss              | Working Relationship        | 20. März 2002        | 31. Juli 2004                         | James Widdoes          | Janis Hirsch          |
| 34         | 23        | Junior Wunderknabe?              | Jr. Kyle, Boy Genius        | 27. März 2002        | 7. Aug. 2004                          | James Widdoes          | Rodney Barnes         |
| 35         | 24        | Der Pascha                       | Back Story                  | 3. Apr. 2002         | 14. Aug. 2004                         | John Bowab             | Kim Wayans            |
| 36         | 25        | Neuer Look – Neue Lust           | Make Over                   | 1. Mai 2002          | 21. Aug. 2004                         | Jonathan Schmock       | Dean Lorey            |
| 37         | 26        | Bowling mit dem Feind            | The Bowling Show            | 8. Mai 2002          | 28. Aug. 2004                         | Sheldon Epps           | Valencia Parker       |
| 38         | 27        | Juniors Traumauto                | Jr. Gets His License        | 15. Mai 2002         | 4. Sep. 2004                          | Rob Schiller           | James Vallely         |
| 39         | 28        | Lass’ dich überraschen, Teil 1   | Anniversary 1               | 22. Mai 2002         | 11. Sep. 2004                         | Will Mackenzie         | Kim Wayans            |
| 40         | 29        | Lass’ dich überraschen, Teil 2   | Anniversary 2               | 22. Mai 2002         | 18. Sep. 2004                         | Will Mackenzie         | Kim Wayans            |

## Staffel 3
| Nr. (ges.) | Nr. (St.) | Deutscher Titel              | Originaltitel                   | Erstausstrahlung USA | Deutschsprachige Erstausstrahlung (D) | Regie           | Drehbuch                            |
| ---------- | --------- | ---------------------------- | ------------------------------- | -------------------- | ------------------------------------- | --------------- | ----------------------------------- |
| 41         | 1         | Hawaii, wir kommen, Teil 1   | The Kyles Go to Hawaii 1        | 25. Sep. 2002        | 19. März 2005                         | Andy Cadiff     | Dean Lorey, James Vallely           |
| 42         | 2         | Hawaii, wir kommen, Teil 2   | The Kyles Go to Hawaii 2        | 25. Sep. 2002        | 26. März 2005                         | Andy Cadiff     | Dean Lorey, James Vallely           |
| 43         | 3         | Hawaii, wir kommen, Teil 3   | The Kyles Go to Hawaii 3        | 2. Okt. 2002         | 2. Apr. 2005                          | Andy Cadiff     | Dean Lorey, James Vallely           |
| 44         | 4         | Samba Brasil                 | Samba Story                     | 9. Okt. 2002         | 9. Apr. 2005                          | Andy Cadiff     | Kim Wayans                          |
| 45         | 5         | Tagebuch eines Teenagers     | Diary of a Mad Teen             | 16. Okt. 2002        | 16. Apr. 2005                         | Andy Cadiff     | Craig Wayans                        |
| 46         | 6         | Der gefährliche Typ          | Claire’s New Boyfriend          | 23. Okt. 2002        | 23. Apr. 2005                         | Andy Cadiff     | Damien Wayans                       |
| 47         | 7         | Irgendwie Shakespeare        | Crouching Mother, Hidden Father | 30. Okt. 2002        | 30. Apr. 2005                         | Andy Cadiff     | Rodney Barnes                       |
| 48         | 8         | Jeder gegen jeden            | The Fighting Kyles              | 6. Nov. 2002         | 7. Mai 2005                           | Andy Cadiff     | Buddy Johnson                       |
| 49         | 9         | Zickenalarm                  | Sister Story                    | 13. Nov. 2002        | 14. Mai 2005                          | Andy Cadiff     | Kim Wayans                          |
| 50         | 10        | Daddys Rezept                | Jr’s Dating Dilemma             | 20. Nov. 2002        | 21. Mai 2005                          | Andy Cadiff     | Rodney Barnes                       |
| 51         | 11        | Mein nackter Mann            | Jay the Artist                  | 27. Nov. 2002        | 28. Mai 2005                          | Andy Cadiff     | Dean Lorey                          |
| 52         | 12        | Das Handicap                 | Chair Man of the Board          | 4. Dez. 2002         | 4. Juni 2005                          | Andy Cadiff     | Janis Hirsch                        |
| 53         | 13        | Öffne dein Herz              | Open Your Heart                 | 11. Dez. 2002        | 11. Juni 2005                         | Damien Wayans   | Kim Wayans                          |
| 54         | 14        | Häuptling Alter Glatzkopf    | Michael’s Tribe                 | 18. Dez. 2002        | 18. Juni 2005                         | Damien Wayans   | James Vallely                       |
| 55         | 15        | Die Gremlins und die Kyles   | Blackout                        | 22. Jan. 2003        | 25. Juni 2005                         | Andy Cadiff     | Buddy Johnson                       |
| 56         | 16        | Der Mann des Jahres          | Man of the Year                 | 29. Jan. 2003        | 2. Juli 2005                          | Andy Cadiff     | Kim Wayans                          |
| 57         | 17        | Das tollste Mädchen der Welt | Jr’s Risky Business 1           | 5. Feb. 2003         | 9. Juli 2005                          | Damien Wayans   | Rodney Barnes                       |
| 58         | 18        | Männerwelt                   | Jr’s Risky Business 2           | 12. Feb. 2003        | 16. Juli 2005                         | Damien Wayans   | Rodney Barnes                       |
| 59         | 19        | Allein gegen die Mafia       | Jury Duty                       | 26. Feb. 2003        | 23. Juli 2005                         | Andy Cadiff     | Dean Lorey                          |
| 60         | 20        | Das Familiengericht tagt     | Here Come Da Judge              | 5. März 2003         | 30. Juli 2005                         | Andy Cadiff     | William Jay Bennett, Kevin Carraway |
| 61         | 21        | Das ist mein Auto            | Claire’s Permit                 | 26. März 2003        | 6. Aug. 2005                          | Andy Cadiff     | Bill Vallely                        |
| 62         | 22        | Lang lebe der König!         | Sharon’s Picture                | 9. Apr. 2003         | 13. Aug. 2005                         | Ron Moseley     | Kim Wayans                          |
| 63         | 23        | Dann doch lieber Minigolf    | Tee for Too Many                | 30. Apr. 2003        | 20. Aug. 2005                         | Peter Filsinger | Alyson Fouse                        |
| 64         | 24        | Freitagabend, zehn Uhr       | The Big Bang Theory             | 7. Mai 2003          | 27. Aug. 2005                         | Andy Cadiff     | Craig Wayans, Damon Wayans, Jr.     |
| 65         | 25        | Eine von vielen              | Not So Hostile Takeover         | 14. Mai 2003         | 3. Sep. 2005                          | Guy Distad      | Valencia Parker                     |
| 66         | 26        | College statt Sex            | Graduation 1                    | 21. Mai 2003         | 10. Sep. 2005                         | Eric Laneuville | Don Reo                             |
| 67         | 27        | Sex statt Japan              | Graduation 2                    | 21. Mai 2003         | 17. Sep. 2005                         | Eric Laneuville | Don Reo                             |

## Staffel 4
| Nr. (ges.) | Nr. (St.) | Deutscher Titel                 | Originaltitel           | Erstausstrahlung USA | Deutschsprachige Erstausstrahlung (D) | Regie             | Drehbuch                                     |
| ---------- | --------- | ------------------------------- | ----------------------- | -------------------- | ------------------------------------- | ----------------- | -------------------------------------------- |
| 68         | 1         | Ich bin nicht dumm              | From Dummy to Daddy     | 24. Sep. 2003        | 24. Sep. 2005                         | Eric Laneuville   | Don Reo                                      |
| 69         | 2         | Eine prachtvolle Mähne          | The Sweet Hairafter     | 24. Sep. 2003        | 1. Okt. 2005                          | Eric Laneuville   | Kevin Knotts                                 |
| 70         | 3         | Der Juniorchef                  | Jr. Executive           | 1. Okt. 2003         | 8. Okt. 2005                          | Eric Laneuville   | Kevin Rooney                                 |
| 71         | 4         | Amerikas älteste Studentin      | Jay Goes to School      | 8. Okt. 2003         | 15. Okt. 2005                         | Damien Wayans     | Kim Wayans                                   |
| 72         | 5         | Das Geheimnis der Affenkralle   | Meet the Parents        | 15. Okt. 2003        | 22. Okt. 2005                         | Damien Wayans     | Kim Wayans                                   |
| 73         | 6         | Ballonbaby                      | He’s Having a Baby      | 22. Okt. 2003        | 29. Okt. 2005                         | Damien Wayans     | Aeysha Carr                                  |
| 74         | 7         | Armer Larry                     | The Funeral             | 29. Okt. 2003        | 1. Apr. 2006                          | Damien Wayans     | James Vallely                                |
| 75         | 8         | Mädchen oder Junge?             | Ultrasound              | 5. Nov. 2003         | 15. Apr. 2006                         | Eric Laneuville   | Damien Wayans                                |
| 76         | 9         | Der Marathon-Mann               | Marathon                | 12. Nov. 2003        | 8. Apr. 2006                          | Dean Lorey        | Dean Lorey                                   |
| 77         | 10        | Wo ich bin, ist die Party       | While Out               | 19. Nov. 2003        | 22. Apr. 2006                         | Guy Distad        | Craig Wayans, Damon Wayans, Jr.              |
| 78         | 11        | Das ist Jazz!                   | Michael’s Band          | 26. Nov. 2003        | 29. Apr. 2006                         | Guy Distad        | Damien Wayans                                |
| 79         | 12        | Tabletten für den Hund          | The Lady Is Not a Tramp | 10. Dez. 2003        | 6. Mai 2006                           | Peter Filsinger   | Rodney Barnes                                |
| 80         | 13        | Maus im Haus                    | Of Mice and Man         | 17. Dez. 2003        | 13. Mai 2006                          | Ron Moseley       | Valencia Parker                              |
| 81         | 14        | Echt miese Gegend               | Moving on Out           | 7. Jan. 2004         | 20. Mai 2006                          | Ron Moseley       | Craig Wayans                                 |
| 82         | 15        | Süß ist der Sieg                | Candy Wars              | 21. Jan. 2004        | 27. Mai 2006                          | Dean Lorey        | Dean Lorey, James Vallely                    |
| 83         | 16        | Warum ist der Himmel blau?      | Jr. Sells His Car       | 4. Feb. 2004         | 3. Juni 2006                          | Damien Wayans     | Don Reo                                      |
| 84         | 17        | Ein Lama namens Michael         | The Anniversary Present | 11. Feb. 2004        | 10. Juni 2006                         | Damien Wayans     | Elvira Wayans, Damien Wayans                 |
| 85         | 18        | Immer nur Lächeln               | Illegal Smile           | 18. Feb. 2004        | 17. Juni 2006                         | Kim Wayans        | Kevin Rooney                                 |
| 86         | 19        | Was der Pandabär hat            | Outbreak Monkey         | 25. Feb. 2004        | 24. Juni 2006                         | George O. Gore II | Kerry Parker                                 |
| 87         | 20        | Das Nest ist leer, Teil 1       | Empty Nest 1            | 3. März 2004         | 1. Juli 2006                          | Peter Filsinger   | Kevin Rooney                                 |
| 88         | 21        | Das Nest ist leer, Teil 2       | Empty Nest 2            | 3. März 2004         | 8. Juli 2006                          | Peter Filsinger   | Kevin Rooney                                 |
| 89         | 22        | Das ist ja ein Ding!            | Calvin Comes To Stay    | 10. März 2004        | 15. Juli 2006                         | Damien Wayans     | Rodney Barnes                                |
| 90         | 23        | Nur ein Viertelstündchen        | Calvin Goes To Work     | 31. März 2004        | 22. Juli 2006                         | Eric Laneuville   | Rodney Barnes                                |
| 91         | 24        | Der unverbesserliche Romantiker | Romantic Night          | 21. Apr. 2004        | 29. Juli 2006                         | Dean Lorey        | Dean Lorey                                   |
| 92         | 25        | Babys erstes Mal                | The Director            | 28. Apr. 2004        | 5. Aug. 2006                          | Dean Lorey        | Dean Lorey                                   |
| 93         | 26        | Die unglaubliche Mrs. Hopkins   | The Maid                | 5. Mai 2004          | 12. Aug. 2006                         | Damien Wayans     | Rodney Barnes, Valencia Parker, Shane Miller |
| 94         | 27        | Mädchenhände                    | Hand Model              | 12. Mai 2004         | 19. Aug. 2006                         | James Valelley    | Dean Lorey                                   |
| 95         | 28        | Männer sind echt doof           | What Do You Know?       | 19. Mai 2004         | 26. Aug. 2006                         | Craig Wayans      | Elvira Wayans, Damien Wayans                 |
| 96         | 29        | Das Baby, Teil 1                | The Baby 1              | 26. Mai 2004         | 2. Sep. 2006                          | Kim Wayans        | Kim Wayans, Kevin Knotts                     |
| 97         | 30        | Das Baby, Teil 2                | The Baby 2              | 26. Mai 2004         | 9. Sep. 2006                          | Kim Wayans        | Kim Wayans, Kevin Knotts                     |

## Staffel 5
| Nr. (ges.) | Nr. (St.) | Deutscher Titel                  | Originaltitel              | Erstausstrahlung USA | Deutschsprachige Erstausstrahlung (D) | Regie                 | Drehbuch                    |
| ---------- | --------- | -------------------------------- | -------------------------- | -------------------- | ------------------------------------- | --------------------- | --------------------------- |
| 98         | 1         | Viva Las Vegas                   | Fantasy Camp               | 21. Sep. 2004        | 17. Feb. 2007                         | Dean Lorey            | Don Reo, Kerry Parker       |
| 99         | 2         | Viva Las Vegas 2                 | Fantasy Camp               | 21. Sep. 2004        | 24. Feb. 2007                         | Dean Lorey            | Don Reo, Kerry Parker       |
| 100        | 3         | Das Opa-Diplom                   | Resolutions                | 28. Sep. 2004        | 3. März 2007                          | Kim Wayans            | Rodney Barnes               |
| 101        | 4         | Kampf der Giganten               | Class Reunion              | 5. Okt. 2004         | 10. März 2007                         | Damien Wayans         | Craig Wayans, Damien Wayans |
| 102        | 5         | Das magische Baby                | The Fellowship of the Baby | 12. Okt. 2004        | 17. März 2007                         | Damien Wayans         | Damien Wayans               |
| 103        | 6         | Pokerabend                       | Pokerface                  | 19. Okt. 2004        | 24. März 2007                         | Damien Wayans         | Valencia Parker             |
| 104        | 7         | Antrag mit Karaoke               | The Proposal               | 9. Nov. 2004         | 31. März 2007                         | Guy Distad            | Kerry Parker                |
| 105        | 8         | Krieg der Köche                  | Restaurant Wars            | 16. Nov. 2004        | 7. Apr. 2007                          | Damien Wayans         | Lisa D. Hall                |
| 106        | 9         | Die Rückkehr des Bobby Shaw      | The Return of Bobby Shaw   | 23. Nov. 2004        | 14. Apr. 2007                         | Damien Wayans         | Craig Wayans, Damien Wayans |
| 107        | 10        | Küss die Braut!                  | The Wedding                | 30. Nov. 2004        | 21. Apr. 2007                         | Dean Lorey            | Rodney Barnes               |
| 108        | 11        | Mein Mann, der Waschlappen       | Careful What You Wish For  | 11. Jan. 2005        | 28. Apr. 2007                         | Peter Filsinger       | Valencia Parker             |
| 109        | 12        | El Kickerero                     | They Call Me El Foosay     | 18. Jan. 2005        | 5. Mai 2007                           | Guy Distad            | Kevin Knotts                |
| 110        | 13        | Scheinchen für den Prof          | Study Buddy                | 25. Jan. 2005        | 12. Mai 2007                          | Ron Moseley           | Kim Wayans                  |
| 111        | 14        | Schätzchen-Tag                   | Sweetheart’s Day           | 1. Feb. 2005         | 19. Mai 2007                          | Ron Moseley           | Dean Lorey                  |
| 112        | 15        | Stilles Wochenende               | Silence Is Golden          | 8. Feb. 2005         | 26. Mai 2007                          | Kim Wayans            | Kim Wayans                  |
| 113        | 16        | Verloren auf den Bahamas, Teil 1 | The Bahamas 1              | 15. Feb. 2005        | 2. Juni 2007                          | Dean Lorey            | Don Reo                     |
| 114        | 17        | Verloren auf den Bahamas, Teil 2 | The Bahamas 2              | 22. Feb. 2005        | 9. Juni 2007                          | Dean Lorey            | Don Reo                     |
| 115        | 18        | Selbst gemacht                   | The Remodel                | 1. März 2005         | 16. Juni 2007                         | James Wilcox          | Ron Zimmerman               |
| 116        | 19        | Ein wenig zugelegt               | Michael Joins a Gym        | 8. März 2005         | 23. Juni 2007                         | George O. Gore II     | Kim Wayans, Kevin Knotts    |
| 117        | 20        | Taifun im Schlafzimmer           | Celibacy                   | 15. März 2005        | 30. Juni 2007                         | Vito Giambalvo        | Elvira Wayans               |
| 118        | 21        | Rufus der Große                  | Jr.'s Cartoon              | 29. März 2005        | 7. Juli 2007                          | Randy Fletcher        | Kim Wayans                  |
| 119        | 22        | Wildblumen oder Golf?            | Michael’s Sandwich         | 12. Apr. 2005        | 14. Juli 2007                         | Damien Wayans         | Dean Lorey                  |
| 120        | 23        | Schöner als jedes Gemälde        | Graduation Day             | 26. Apr. 2005        | 21. Juli 2007                         | Craig Wayans          | Aeysha Carr                 |
| 121        | 24        | Nie wieder arbeiten              | Michael Sells the Business | 3. Mai 2005          | 28. Juli 2007                         | Mattie Carruthers     | Kevin Rooney                |
| 122        | 25        | Wohnmobil für Dumme              | R.V. Dreams                | 10. Mai 2005         | 4. Aug. 2007                          | Damien Wayans         | Kim Wayans, Kevin Knotts    |
| 123        | 26        | Safer Sex                        | The 'V' Story              | 17. Mai 2005         | 11. Aug. 2007                         | Tisha Campbell-Martin | Kerry Parker                |